# مارتا استيبان
مارتا استيبان (بالإسبانية: Marta Esteban)‏ هي منافسة ألعاب القوى إسبانية، ولدت في 6 نوفمبر 1982.

## وصلات خارجية
- مارتا استيبان على موقع الاتحاد الدولي لألعاب القوى (الإنجليزية)